# Статус: Update
«Ста́тус: Update» (вимовляється «апде́йт», англ. Status Update) — американська молодіжна комедія режисера Скотта Спіра, знята за сценарієм Джейсона Філарлі. Фільм вийшов в український прокат 3 травня 2018 року.

## Синопсис
Кайл Мур — сучасний підліток, який не випускає з рук смартфон, а з-під ніг — скейтборд. Після розлучення батьків він переїжджає з Каліфорнії в нове місто і важко адаптується до нового життя. Одного разу, коли він приносить зламаний смартфон у ремонт, дивний майстер установлює йому застосунок якоїсь нової соціальної мережі. Найдивніше, що будь-який статус у соцмережі чарівним чином здійснюється в реальному житті.

## У головних ролях
- Росс Лінч (Ross Lynch) — Кайл Мур (Kyle Moore)
- Олівія Голт (Olivia Holt) — Дені Маккензі (Dani McKenzie)
- Гарві Гільєн (Harvey Guillen) — Лонні Грегорі (Lonnie Gregory)
- Кортні Ітон — Шарлотта Олден (Charlotte Alden)
- Ґреґ Салкін (Gregg Sulkin) — Дерек Лау (Derek Lowe)
- Брек Бессінджер (Brec Bassinger) — Максі Мур (Maxi Moore)
- Мод Ґрін (Maude Green) — Кессі (Cassie)
- Маркіян Тарасюк — Браян Мессі (Brian Massey)
- Ендрю Герр (Andrew Herr) — Олівер (Oliver)
- Міка (Micah) — гравець команди «Бульдогів»
- Остін Обіджанва (Austin Obiajunwa) — Купер (Cooper)
- Вів'єн Фул (Vivian Full) — Бет (Beth)
- Тайрон Лірондель (Tyronne L'Hirondelle) — пан Грегорі (Mr.Gregory)
- Ніколас Ліа (Nicholas Lea) — тренер Мілліґан (Coach Milligan)

## Український дубляж
Фільм дубльований студією «AAA-Sound» на замовлення компанії «Вольга Україна». Переклад Юлії Когут, режисер дубляжу та звукорежисер перезапису Олександр Єфімов.
Ролі дублювали актори: Павло Скороходько, Антоніна Якушева, Андрій Федінчик, Юлія Перенчук, Михайло Кришталь, Юрій Ребрик, Дмитро Завадський, Катерина Буцька, Андрій Альохін, Наталія Денисенко, Євген Пашин, Катерина Брайковська, Дмитро Гаврилов, Олена Узлюк, Олександр Погребняк, Єлизавета Зіновенко та інші.

## Цікаві факти
- «Статус: Update» — перша західна кінострічка, яка повність профінансована китайськими компаніями «Ді-ен-ей пікчерз» (DNA Pictures) та «Хе'ї кепітал» (Heyi Capital), які отримали право переробити фільм для китайського показу.[1]
- Актори Росс Лінч (виконавець ролі Кайла Мура) і Кортні Ітон (Шарлотта) у 2015—2017 роках зустрічалися в реальному житті.
- У ролях другого плану знялося кілька відомих акторів і акторок: Роб Ріґґл і Венді Маклендон-Кові — мати і батько головного героя, Фамке Янссен — мати Шарлотти, Осрік Чау — бойфренд сестри Кайла, Максі, та інші.
- Виконавці головних ролей, Росс Лінч і Олівія Голт, — досить популярні американські співаки, у фільмі самостійно виконують музичні партії.